# Tunel Szóstak-Ułówki
Tunel Szóstak-Ułówki − tunel kanałowy łączący dwa jeziora Szóstak i Ułówki w gminie Stare Juchy, w powiecie ełckim. To rzadkie rozwiązanie techniczne powstało na początku XX wieku, w trakcie wielkich inwestycji melioracyjnych mających na celu połączenie jezior i osuszenie jak największej powierzchni pól uprawnych. Tunel ma 1,6 metra średnicy, ok. 300 metrów długości i w niektórych miejscach przebiega aż 10 metrów pod ziemią. W tunelu płynie kanał, który przy ujściu, osiągając 3 metry szerokości i 1,5 m głębokości, wpada do jeziorka Ślepieniec.
Dotarcie do tunelu możliwe jest z drogi Stare Juchy - Gorło. W odległości ok. 1,5 km od Starych Juch należy skręcić w lewo, w leśną drogę prowadzącą lekko pod górę, a następnie na rozstaju dróg skręcić w prawo i przejechać kilkadziesiąt metrów wzdłuż brzegów Ślepienieca.